# Kijev (letadlová loď)
Kijev byla sovětská letadlová loď Projektu 1143 známého i jako třída Kiev. Byla to prototypová jednotka této čtyřkusové třídy. Postavena byla v letech 1970–1975. Sovětské a ruské námořnictvo loď provozovalo v letech 1975–1994.

## Stavba

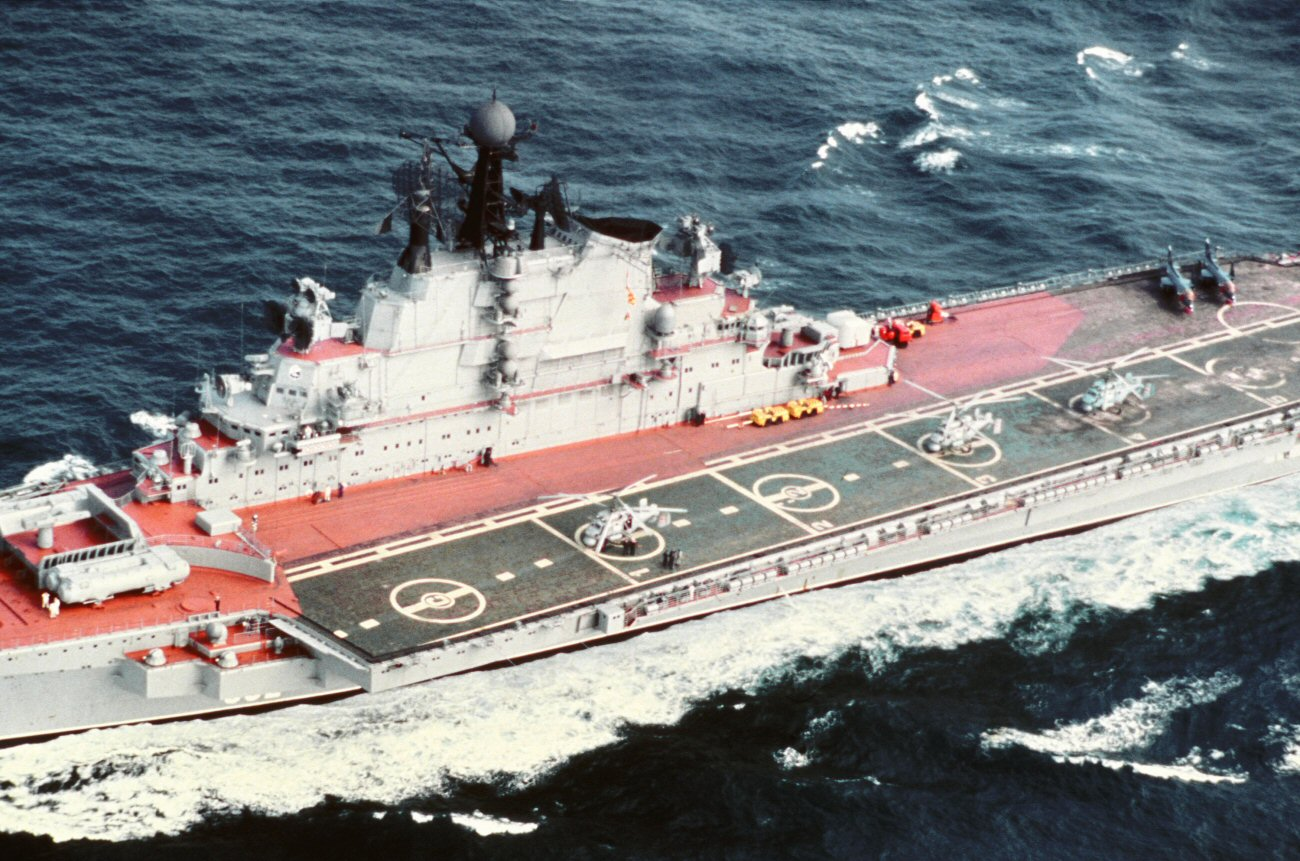
Kijev při plavbě v Atlantiku

Kýl lodě byl založen 21. července 1970 v černomořském Nikolajevu. Na vodu byla spuštěna 26. prosince 1972 a 28. prosince 1975 byla dokončena. Oficiálně se tak však stalo až v únoru 1977 po dokončení všech zkoušek. V roce 1976 se přesunula z Černého moře do Severomorsku, kde se stala součástí Severní flotily.

## Konstrukce

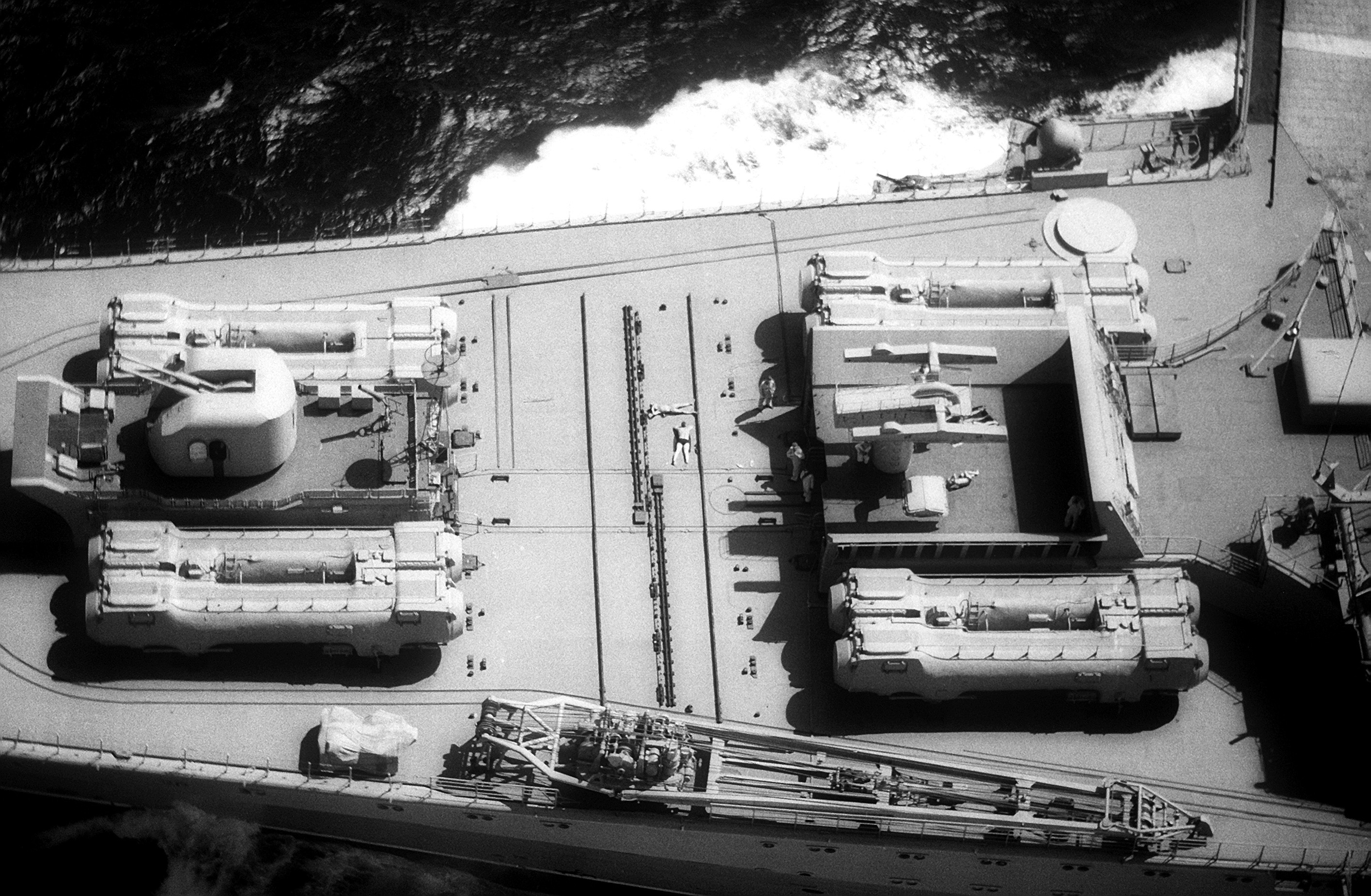
Část arzenálu na přídi Kijeva – osm kontejnerů skrývá střely Bazalt. Uprostřed je vlevo dělová věž systému AK-726 a za ní dvojité vypouštěcí zařízení protiletadlových střel systému M-11 Štorm.

Vzhledově neobvyklá loď byla jakýmsi hybridem mezi raketovým křižníkem a letadlovou lodí (v sovětské terminologii ji proto nazývali letadlový křižník). Důvodem bylo to, že plnohodnotnou letadlovou loď v té době Sověti nebyli schopni postavit a provozovat. Stal se jí až později Admiral Kuzněcov.
Trup lodi byl 273,1 metrů dlouhý, přičemž vyosená letová paluba měla délku 189 metrů. Na pravoboku lodi se nacházel mohutný ostrov s velitelským můstkem a elektronickými systémy. V jeho zadní části byl komín. Zatímco zadní dvě třetiny paluby byly určeny pro provoz palubních letounů a vrtulníků, přední část lodi sloužila pro umístění rozličných raketových komplexů a hlavňové výzbroje. Letový park se zpravidla skládal ze 14 vrtulníků Kamov Ka-25 či Kamov Ka-27 a 14 stíhacích bombardérů Jakovlev Jak-38. Ty byly z hangáru dopravovány dvojicí výtahů, z nichž první se nacházel za ostrovem a druhý nalevo od něj.
Další výzbroj byla velice pestrá. Na přídi se nacházely dva dvanáctihlavňové vrhače hlubinných raketových bomb RBU-6000. Za nimi byl protiponorkový komplex RPK-1 Vichr (v kódu NATO SUW-N-1), používající rakerová torpéda FRAS-1 o dosahu přibližně 30 km. Jím vrhané střely mohly nést jadernou hlavici.
Za tímto systémem byla umístěna dvouhlavňová věž s kanóny ráže 76 mm, přičemž druhá dělová věž stejného typu se nacházela v zadní části ostrova. Po stranách přední věže a za ní byly umístěny čtyři dvojice kontejnerů protilodních letounových střel P-500 Bazalt (v kódu NATO SS-N-12 Sandbox) s dosahem přibližně 500 km (loď nesla dalších osm rezervních střel pro druhou salvu).
Mezi zadním párem kontejnerů střel Bazalt bylo odpalovací zařízení protiletadlových řízených střel M-11 Štorm (v kódu NATO SA-N-3 Goblet) (druhé bylo v zadní části ostrova) o dosahu 35 km a dostupu 25 km. Zásoba střel činila 72 kusů. Tento protiletadlový systém doplňovala dvě dvojitá vypouštěcí zařízení protiletadlových střel krátkého dosahu (6 km) Osa-M (v kódu NATO SA-N-4 Gecko) se zásobou 36 střel. Loď také pro svou obranu nesla osm systémů AK-630 s kanóny ráže 30 mm a dva pětihlavňové 533mm torpédomety.

## Operační služba

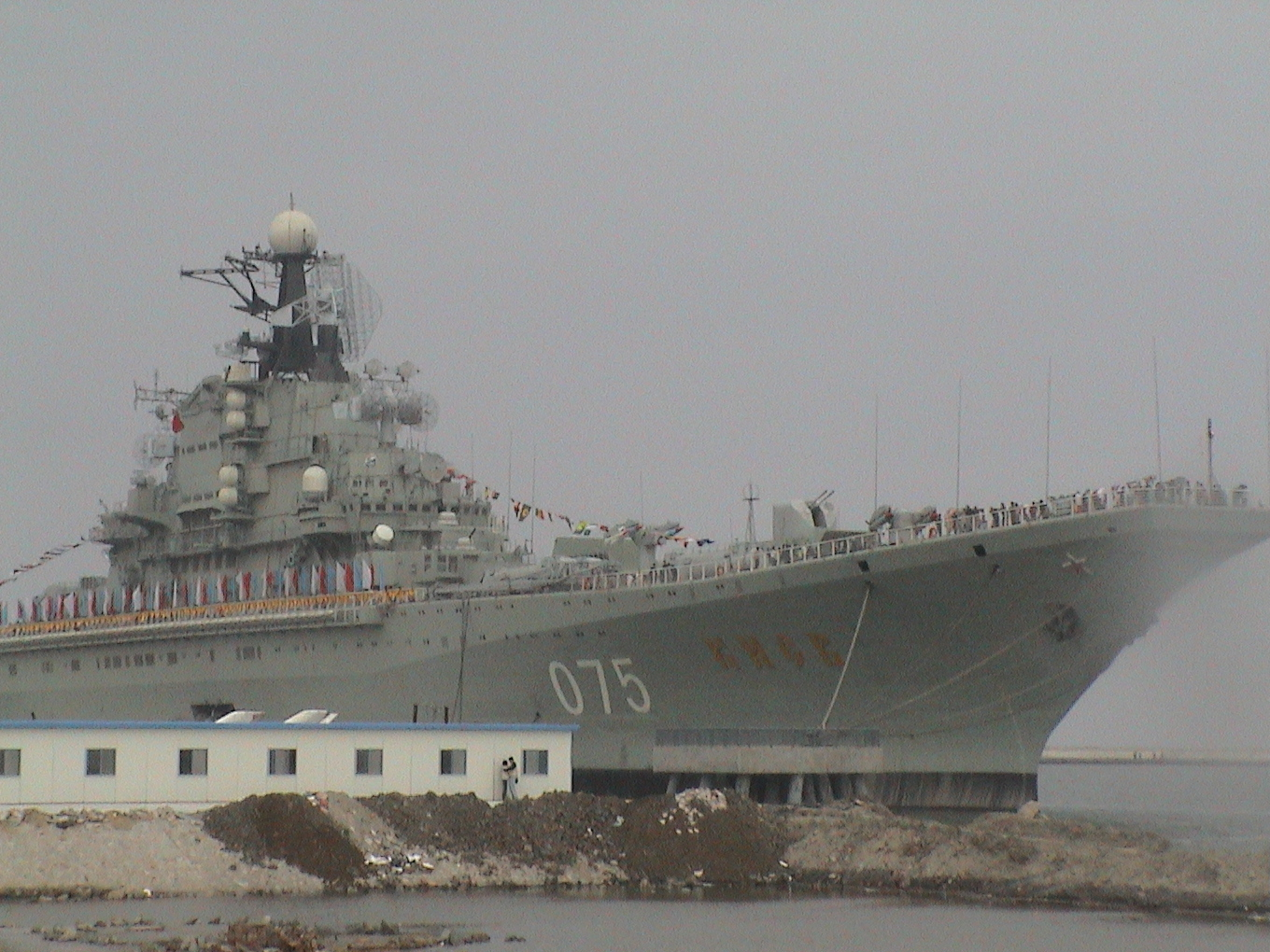
Kijev přeměněný na zábavní park

V průběhu let 1977–1987 Kijev podstoupil 10 cest po Atlantském a Středozemním moři. Mezi prosincem 1982 a listopadem 1984 podstoupila modernizaci v loděnici Nikolajev. Od roku 1987 stála v Severomorsku a v prosinci 1987 byla přesunuta do zálohy. Po rozpadu Sovětského svazu loď připadla Rusku. Z důvodu malého vojenského rozpočtu a horšícímu se stavu lodi dosloužila 30. června 1993. V roce 1996 byla prodána čínské společnosti, která z ní udělala zábavný park v Tchien-ťinu. Takto je přístupná od 1. května 2004.